# Agência Adventista de Desenvolvimento e Recursos Assistenciais
A Agência Adventista de Desenvolvimento e Recursos Assistenciais (ADRA) é uma agência humanitária que surgiu com o proposito de arrecadar mantimentos, roupas e remédios para os flagelados de guerras, desastres naturais e outras catástrofes.
Ligada a Igreja Adventista do Sétimo Dia (IASD), trabalha em cinco frentes: segurança alimentar, desenvolvimento econômico, educação básica, saúde primária e preparo e resposta a situações de emergência.
Nos relatórios de 2004, a ADRA reportou assistência a 24 milhões de pessoas, com aproximadamente 159 milhões de dólares investidos. Conta em seu staff com mais de 6000 funcionários. Em 2007 operava em 125 países.

## História
A ADRA iniciou oficialmente suas ações somente na década de 1950, porém, o serviço social adventista organizado em modelo de agência humanitária é muito mais antigo.

### Precursores
O esboço do serviço social-humanitário adventista organizado teve lugar quando a Igreja Adventista do Sétimo Dia, por meio de uma reunião do Conselho da Conferência Geral no Outono de 1916, tentou encontrar uma solução para que os adventistas convocados para a Primeira Guerra Mundial servissem como não-combatentes nos frontes de batalha, permitindo aos jovens da igreja prestar serviço militar em unidades médicas.
Não se sabe quantos adventistas foram recrutados durante a Primeira Guerra Mundial. Charles Longacre, responsável pelas relações militares da IASD nos Estados Unidos, durante a maior parte da Primeira Guerra Mundial, afirmou que 186 americanos adventistas do sétimo dia foram disciplinados durante o período guerra e 35 foram presos em quartéis em Fort Leavenworth no final da guerra. A iniciativa da denominação de apoiar os serviços de assistência médica, consistiu em treinar socorristas, fornecer serviços de capelania pastoral no fronte e construção de instalações de apoio aos voluntários adventistas na Europa. O curto espaço de tempo entre a entrada dos Estados Unidos na guerra e seu fim, significou que algumas dessas ações não foram implementadas e a eficácia de outras é indeterminada.
A experiência dos adventistas americanos durante a Primeira Guerra Mundial ensinou lições que moldaram a resposta da igreja durante a Segunda Guerra Mundial, a Guerra da Coréia e a Guerra do Vietnã. Os adventistas trabalham na construção dos Medical Cadet Corps (MCC; Corpo de Cadetes Médicos), que eram unidades não-combatentes vinculadas ao Exército dos Estados Unidos, e no treinameto constante da juventude para ações de pronto-socorro. O MCC nunca ligou-se a ADRA, embora trabalhe conjuntamente, ofereça suporte e treinamento à agência.

### Organização
A par dessas experiências, e diante da necessidade de um serviço não-militar que apoiasse a igreja em outras ocasiões, foi criado, em novembro de 1956, o Seventh-day Adventist Welfare Service (SAWS; Assistência Social Adventista). Em 1958, a Agência relatou envio de US$485.000 em ajuda, direcionada a 22 países, aumentando rapidamente, no ano seguinte, sua participação em ajuda para 29 países numa soma de US$2,3 milhões em doação.

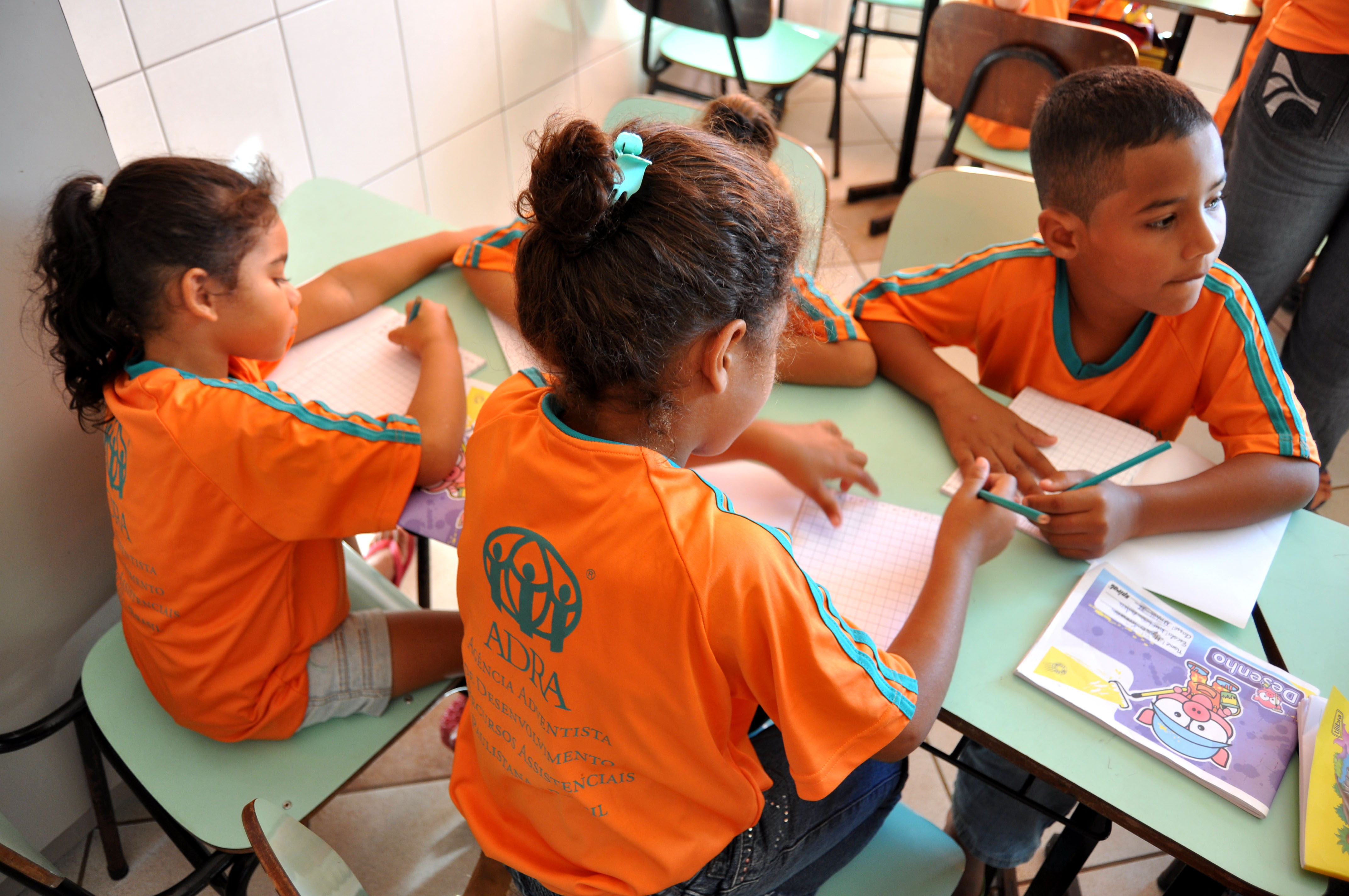
Crianças na Escola ADRA em Itanhaém, Brasil.

Na década de 1970 a organização mudou o foco de suas ações humanitárias, passando a desenvolver programas de ajuda imediata para programas que assistisse flagelados em longo prazo e numa direção ainda mais expansiva. Nessa ocasião (1973) alterou o nome da organização para Seventh-day Adventist World Service (SAWS; Serviço Mundial Adventista), substituindo a palavra "welfare" – assistência social, por "world" – mundo.
Em 1976 a organização recebeu sua atual nomenclatura, Adventist Development and Relief Agency (ADRA; Agência Adventista de Desenvolvimento e Recursos Assistenciais). A ADRA desenvolveu novos programas assistenciais tendo um notório crescimento, com foco no desenvolvimento comunitário. Porem continuando com força no atendimento a emergências, seja em situação de conflitos ou em desastres naturais.
Teve destacada atuação durante os conflitos na Bósnia e no Kosovo na década de 1990. Foi a primeira agência humanitária a conseguir permissão para prestar assistência social aos refugiados destes conflitos.
É considerada umas das principais organizações não governamentais no mundo, recebendo Status Consultivo pela ONU em 1997, dando à organização voz ativa na comunidade internacional. Em 2007 a ADRA contava com uma equipe de mais de 6.000 pessoas distribuídos em 125 países.